# Luís Lopes
Luís Lopes (Coimbra 12 de Abril de 1971) é um pintor português, quando jovem, passou  viver para Viseu, Avelal.
Nas pinturas de Lopes ressaltam dois aspectos primordiais: um deles é a cor e a utilização de imagens que fazem parte do imaginário das crianças, o outro aspecto mais sóbrio que transparece são as magníficas paisagens de montanhas Suíças que nos levam a outras paragens. A realidade, é por assim dizer, um factor determinante nas suas obras, mesmo quando de um palhaço se trata. Temos a fantasia aliada à realidade. Existe uma procura constante na certeza de tudo aquilo que o rodeia. 

## Carreira
Fez os seus estudos na Escola Secundária de Sátão e já aí manifestava grande interesse pela disciplina de Educação Visual. É nessa altura que começa a desenvolver a técnica do pastel e do carvão. 
Mais tarde, em 1990 inicia a pintura a óleo sobre tela, e em 1992, inicia uma nova técnica, o espatulado. 

## Suiça
Em 1995 emigrou para a Suíça nunca esquecendo a pintura. Foi aí que realizou as suas primeiras exposições. Expôs os seus trabalhos em Hotéis, Galerias, Centros Recreativos, etc. nos quais podemos destacar os seguintes locais: St. Galen, Zurique, Lausanne, Sion, Sierre, Montana, Nax, Vercorin e Martigny. 

## Portugal
Mais tarde pensou em divulgar os seus trabalhos em Portugal. Começou por expô-los nos mais variados locais, como por exemplo: Câmaras e Bibliotecas Municipais em colaboração com o Auditório Mirita Casimiro.
Lopes não tem qualquer problema em trabalhar num ou noutro estilo, no entanto o que mais aprecia é a pintura a óleo espatulado. 
Seus trabalhos circulam por vários Hotéis e Galerias da Suíça.